# Corrado Colombo
Corrado Antonio Alberto Colombo (Lecco, 20 giugno 1956) è un regista italiano.

## Biografia
Inizia giovanissimo (nel 1971) a girare film in Super8 con cui partecipa a numerose manifestazioni e festival internazionali dedicati al cinema a passo ridotto. Trasferitosi a Roma, diviene assistente alla regia di Eriprando Visconti per il film Malamore (1982).
Nello stesso periodo fonda una società di produzione e distribuzione cinematografica: la Master Media, con Graziano Morganti e Rosalba Bettacchi. Distribuisce film di qualità per il circuito d'essai (Passion e Si salvi chi può (la vita) di Jean-Luc Godard, Il sapore dell'acqua di Orlow Seunke, Caccia alla strega di Anja Berien, Heatwave - Ondata calda di Phillip Noyce). Nella produzione si concentra come regista di documentari (L'idea del lago, La forza della memoria) e spot pubblicitari (Charro, Coveri, Bennet, Beretta).
Nel 1991 realizza il suo primo lungometraggio, l'erotico Maitresse, che rimane però senza distribuzione. Nel 1998 realizza il cortometraggio Nulla da dichiarare con Vincenzo Peluso e Mara Meis (sceneggiato da Massimo Moscati),Prodotto da Massimo Graziano, selezionato a Corto Circuito Napoli '98 e distribuito nel circuito cinematografico nella raccolta Corti in lungo.
Oltre all'attività di regista collabora come giornalista alle riviste di cinema Duel e Nocturno e alla Radio Svizzera Italiana (con uno spazio settimanale dedicato all'Home video). Tiene una rubrica fissa di cinema sulla rivista G.A.Z..
Nel 1999-2000 realizza per il giubileo e la Regione Lazio sei episodi di circa 20 minuti ciascuno sulla vita di sei sante (Maria Goretti ottiene il premio della giuria al Festival del Cinema di Salerno del 2000).
Nel 2000 realizza il film La donna del delitto con Vincenzo Peluso, Lorenzo Flaherty e Giuliana Gemma. Nel 2001, per Rai 2, il TV-movie Con gli occhi dell'assassino con Valentina Chico, Fabio Fulco, Maddalena Maggi e Nino Castelnuovo. Nel 2002 Encantado, girato a Cuba con Linda Batista.

## Filmografia

### Cortometraggi
- La mela (1977)
- Sauvages (1978)
- Una questione sentimentale (1979)
- Silvia (1980)
- Nulla da dichiarare (1998)
- Solo per un po' (1998)
- Malati di cinema (2003)
- Life Size (2006)
- Fun Funnel (2006)
- Jungle Kamasutra (2006)
- Donde te escondias (2006)

### Documentari
- Sul set di Malamore (1981)
- L'idea del lago (1984)
- Conoscere l'industria - Come nasce un'azienda (1986)
- Conoscere l'industria - Come cambia un'azienda (1988)
- Un futuro per Lecco - I diritti del cittadino (1988)
- La cravatta attraverso il cinema (1994)
- Santa - ciclo di sei documentari (1999)
- La forza della memoria (2003)

### Lungometraggi
- Maitresse (1991)
- La donna del delitto (2000)
- Con gli occhi dell'assassino - film TV (2001)
- Encantado (2002)

### Filmati industriali e spot pubblicitari
- Fiocchi Munizioni (1986)
- Kapriol (1987)
- Il Gruppo Stampa (1987)
- Cariboni illuminazione (1988)
- El Charro (1989)
- Caldaie Beretta (1990)
- Modeline (1990)
- Enrico Coveri (1991)
- Porcellana Seltmann (1992)
- Caldaie Beretta: Progetto gas (1994)
- Supermercati Bennet (1992)
- Caldaie Beretta (1995)
- Cini immobiliare (1997)
- Ferrari Adelchi (1998)